# Radimovice u Tábora
Radimovice u Tábora là một làng thuộc huyện Tábor, vùng Jihočeský, Cộng hòa Séc.